# بيتر اوتربريج
بيتر اوتربريج بالإنجليزية (Peter Outerbridge) وهو ممثل كندي، ولد في (30 ، يونيو \ حزيران،1966) م . اشتهر بدور اري تاسيروف بمسلسل نيكيتا، وبدور الدكتور ديفيد ساندستروم في سلسلة ReGenesis ، وبوب كوربيت في Bomb Girls ووليام ايستون في Saw VI ووجورج براون في الفيلم التلفزيوني John A.: Birth of a Country

## روابط خارجية
- بيتر اوتربريج على موقع IMDb (الإنجليزية)
- بيتر اوتربريج على موقع ألو سيني (الفرنسية)
- بيتر اوتربريج على موقع أول موفي (الإنجليزية)
- بيتر اوتربريج على موقع قاعدة بيانات الأفلام السويدية (السويدية)
- بيتر اوتربريج على موقع إن إن دي بي (الإنجليزية)
- بيتر اوتربريج على موقع ديسكوغز (الإنجليزية)
- بيتر اوتربريج على موقع قاعدة بيانات الفيلم (الإنجليزية)
- بيتر اوتربريج على موقع كينوبويسك (الروسية)